# Daniel Buda

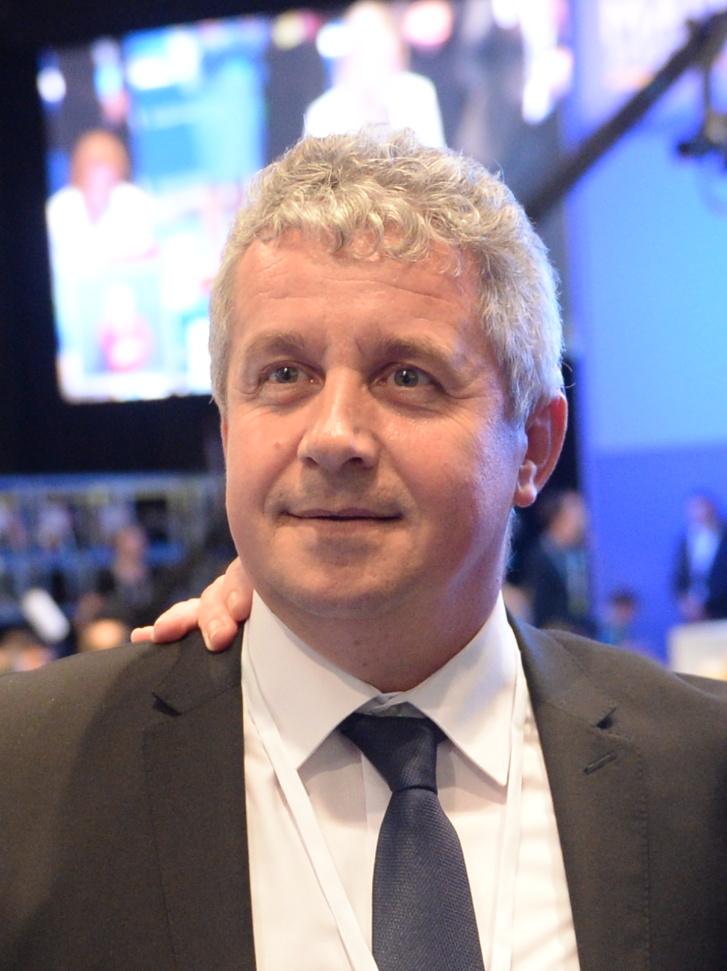
Buda em 2015

Daniel Buda MEP (nascido em 11 de janeiro de 1970 na Roménia) é um político romeno. Ele é membro do Parlamento Europeu desde 2014. Ele é membro do PDL (Partido Democrático Liberal), que foi incorporado ao PNL em 2014. Na eleição de 2019, concorreu como membro do PNL, tornando-se novamente eurodeputado. Ele é filiado ao grupo EPP.